# Benjamin Zix
Benjamin Zix est un dessinateur et graveur français né le 25 avril 1772 à Strasbourg et mort à Pérouse en Italie le 7 décembre 1811. 
Il fut un illustrateur fécond et accompagna l'épopée napoléonienne dont il tira de nombreux dessins de batailles.

## Biographie
Benjamin Zix naît à Strasbourg le 25 avril 1772. Il apprend le dessin auprès de Joseph Melling puis travaille avec Joseph Guérin. Il s’engage dans le troisième bataillon du Bas-Rhin le 30 juillet 1792, sans toutefois cesser de pratiquer le dessin et la peinture. Ce passage dans l’armée lui permet en outre de devenir le dessinateur personnel du général Balthazar de Schauenburg.
Benjamin Zix quitte l’armée en avril 1800 et travaille pendant quelque temps à Karlsruhe avec Friedrich Weinbrenner. Il épouse le 18 juin 1803 sa cousine Marie Barbe Zeissolff et continue dans les années suivantes de produire un grand nombre d’œuvres. La décoration de l’arc de triomphe qu’il réalise en septembre 1805 pour l’entrée de Napoléon à Strasbourg lui permet de rencontrer Dominique Vivant Denon, qui en fait à son tour son dessinateur personnel.
Benjamin Zix suit alors dans les années suivantes les armées de Napoléon en Prusse en 1806, en Pologne en 1807, en Espagne en 1808 et en Autriche en 1809. Il accompagne Vivant Denon en Italie lors de son voyage de 1811 pour trouver des œuvres pour le Louvre. Néanmoins, Zix tombe malade au cours du trajet et meurt à Pérouse le 7 décembre 1811.

## Œuvres

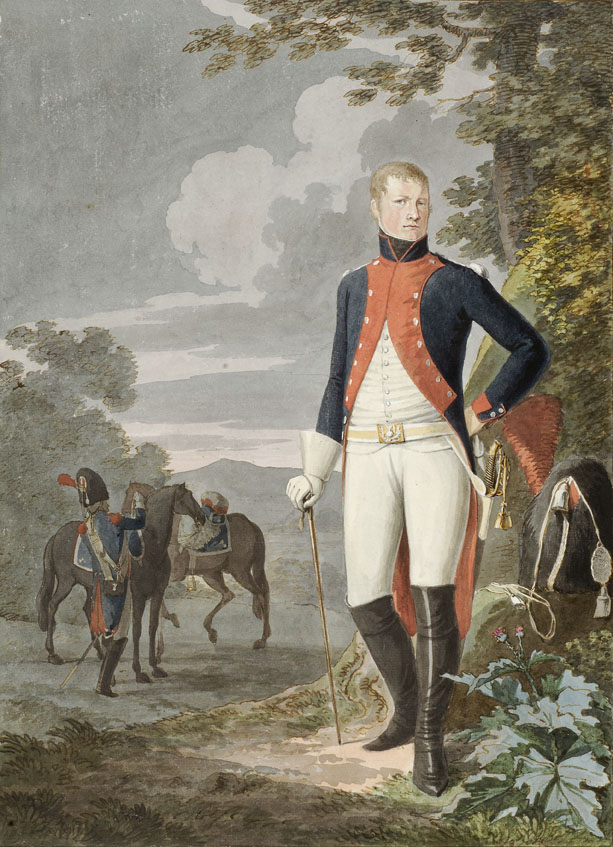
Portrait de Maximilien-Joseph de Schauenbourg, vers 1800.

Bien que souvent qualifié de peintre, Benjamin Zix a largement privilégié le dessin à la plume, l’aquarelle et la gravure à la peinture à l'huile. Ses sujets de prédilections sont les scènes de genre et la peinture d’histoire.
Dans ce dernier genre, la peinture de bataille prédomine largement ; bien qu’il se soit en effet essayé à la peinture mythologique, ses œuvres sur ce thème n’ont rencontré que peu de succès. À ses débuts, il pratique également la peinture de paysage, avec notamment une série de dessins représentant les alentours du Ban de la Roche, réalisée entre 1794 et 1795.
Entre 1798 et 1800, les principaux sujets de ses œuvres sont en lien avec son commanditaire Balthazar de Schauenburg, qui lui commande des représentations de ses activités militaires ainsi que des portraits de membres de sa famille. Hébergé au château de Schauenburg à Geudertheim, Zix peint aussi celui-ci et les paysages environnants.
Après 1800, ses œuvres sont fortement marquées par les campagnes napoléoniennes. Il participe ainsi aux projets commémorant les victoires impériales, comme le concours pour la représentation de la bataille d'Eylau, dans lequel il est battu par Antoine-Jean Gros ou celui pour la réalisation de la colonne Vendôme.
Après sa rencontre avec Vivant Denon, les représentations de musées, notamment des salles du Louvre, s’ajoutent à ses sujets militaires.

Quelques œuvres
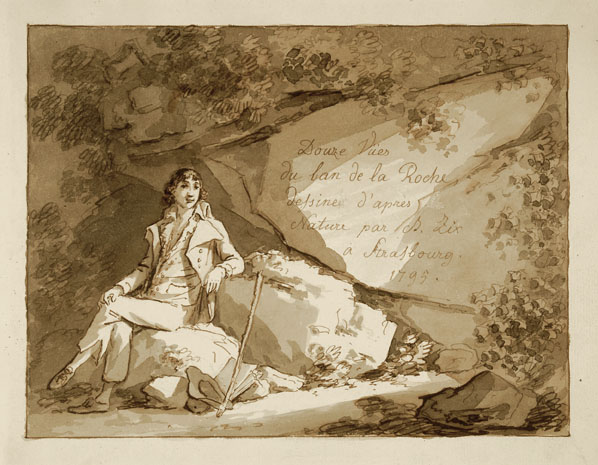
Page de titre d'un ensemble de paysages du Ban-de-la-Roche, 1795.
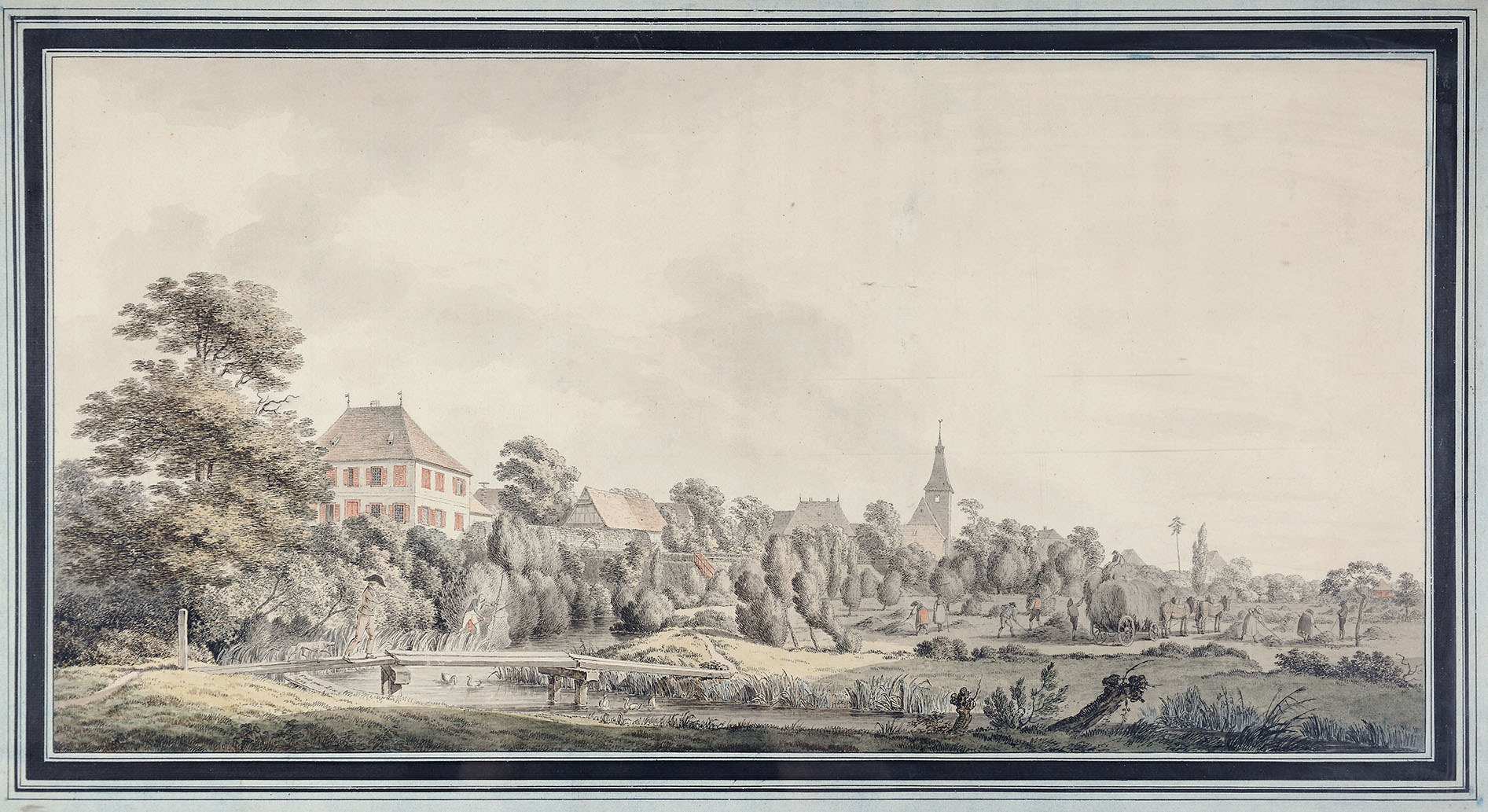
Vue de Geudertheim, 1799.
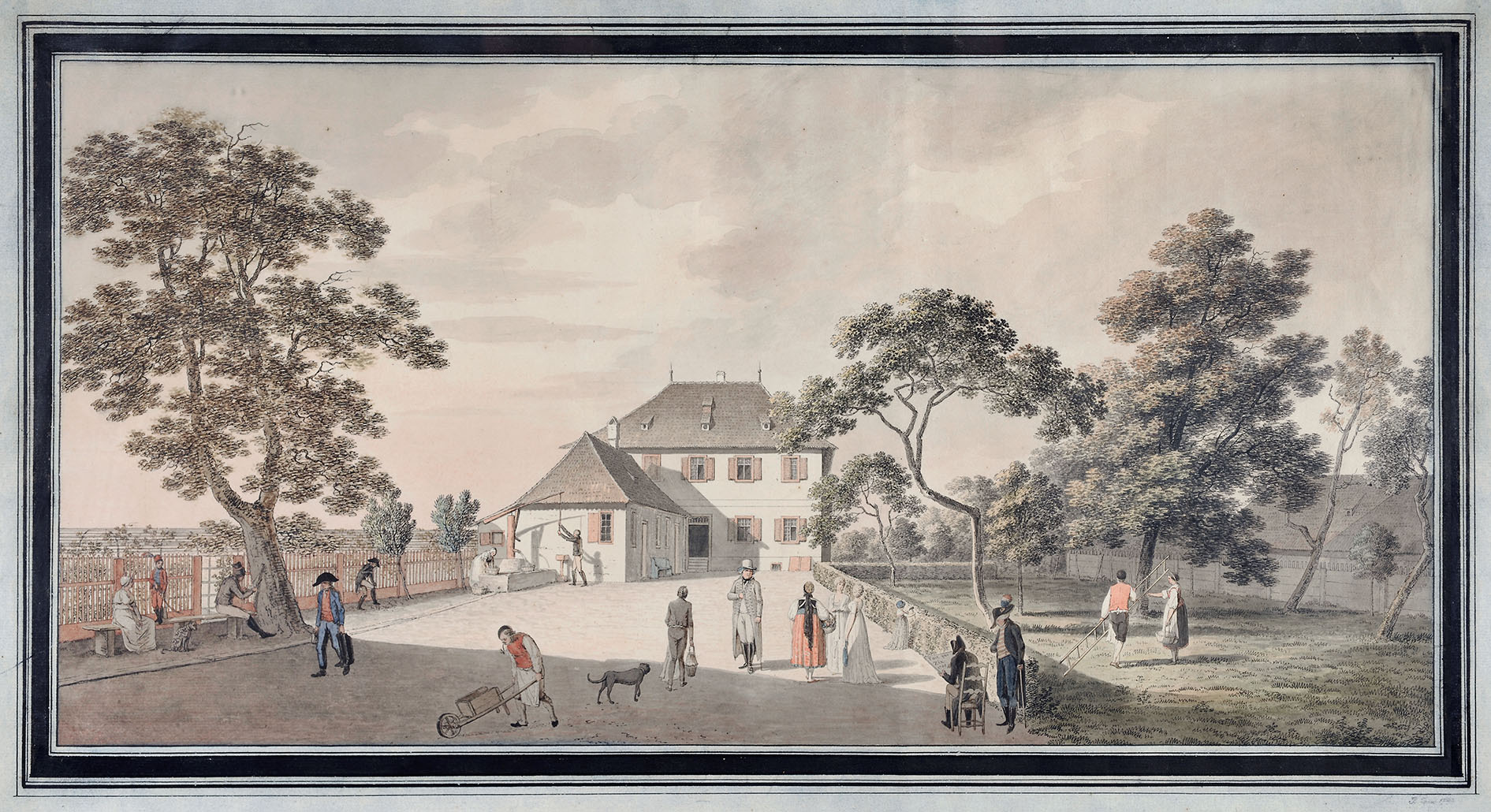
Vue du château de Schauenbourg, 1799.
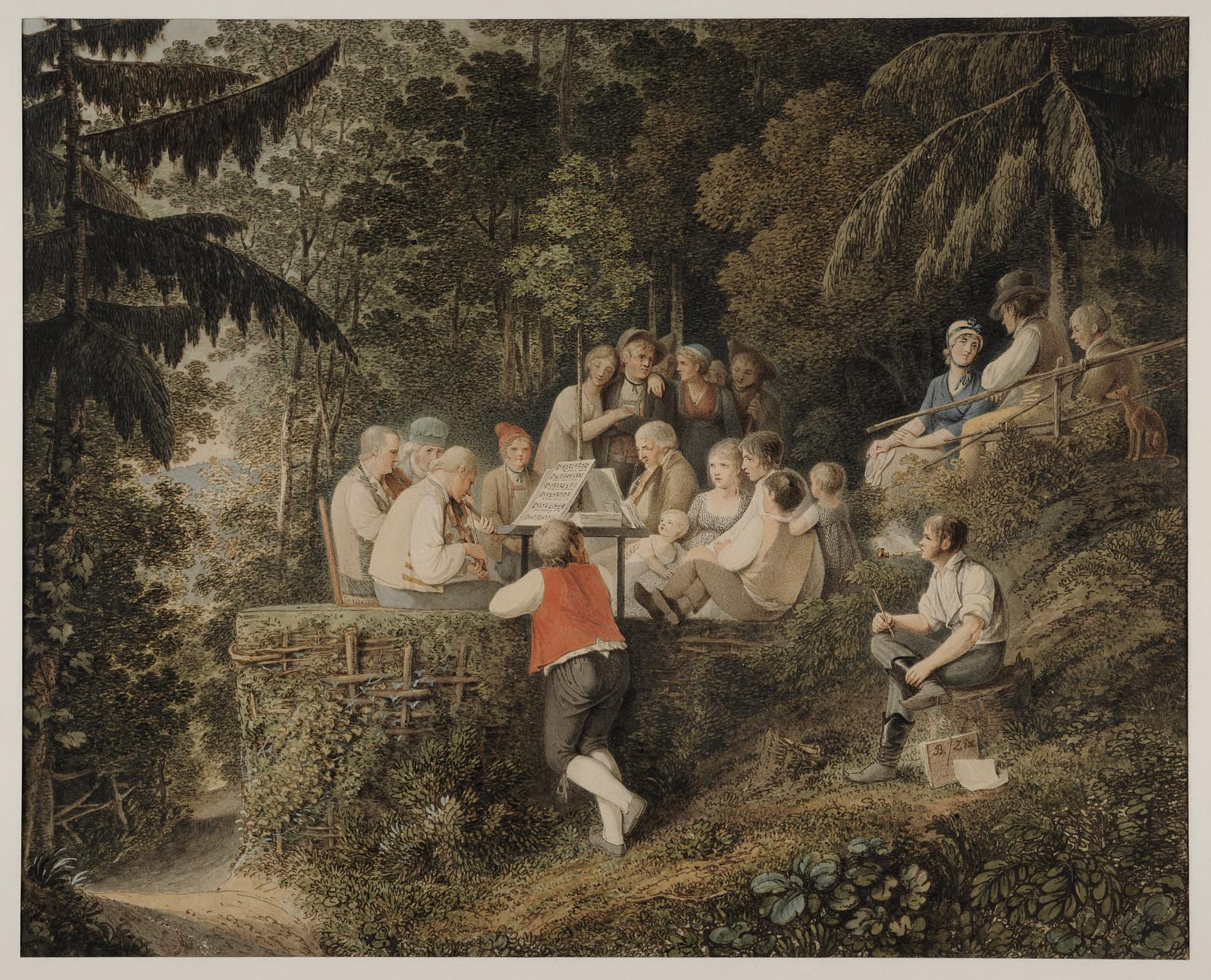
Concert champêtre au Baechelhof.
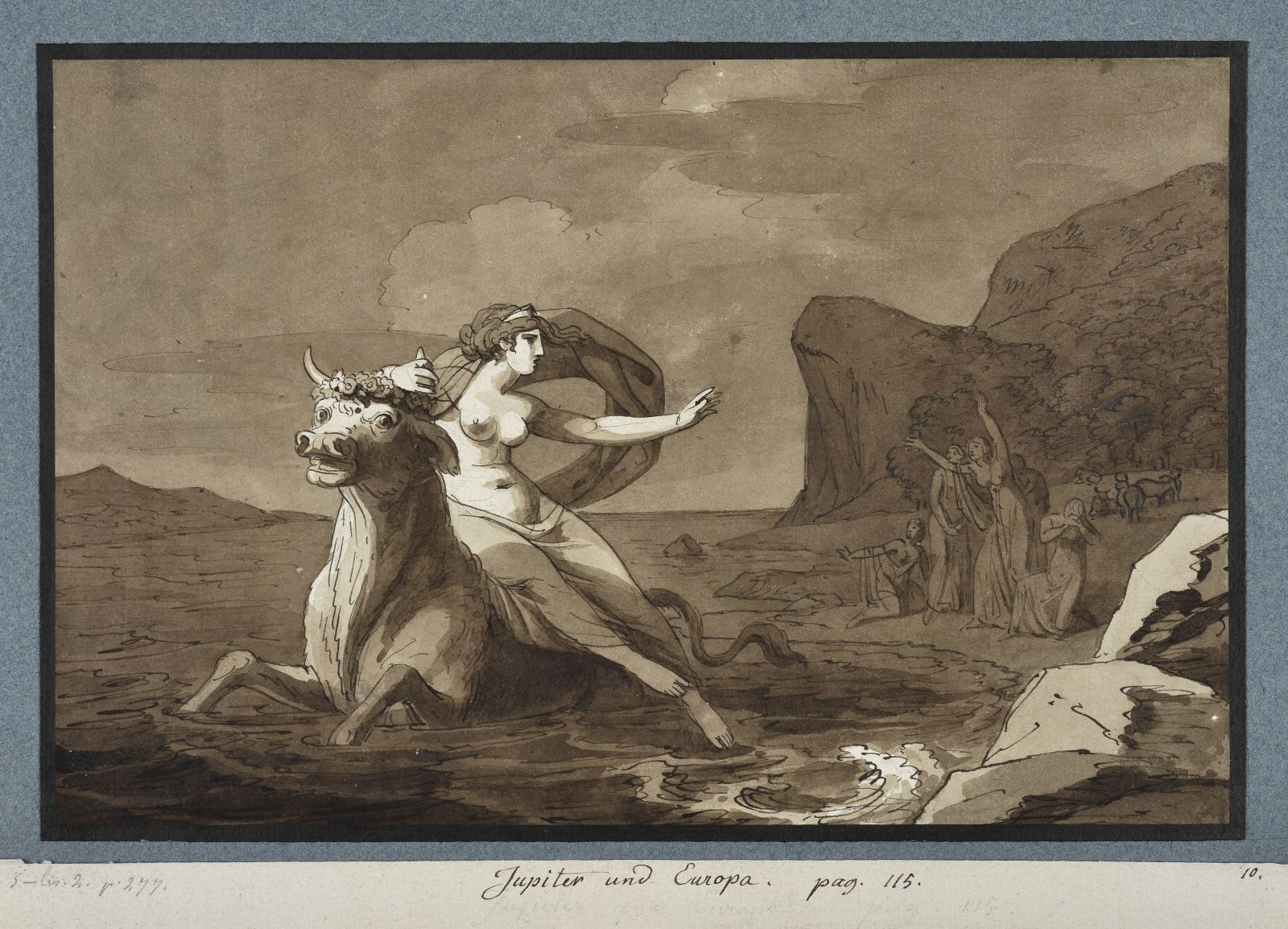
L'Enlèvement d'Europe, encre et lavis, vers 1800-1805.
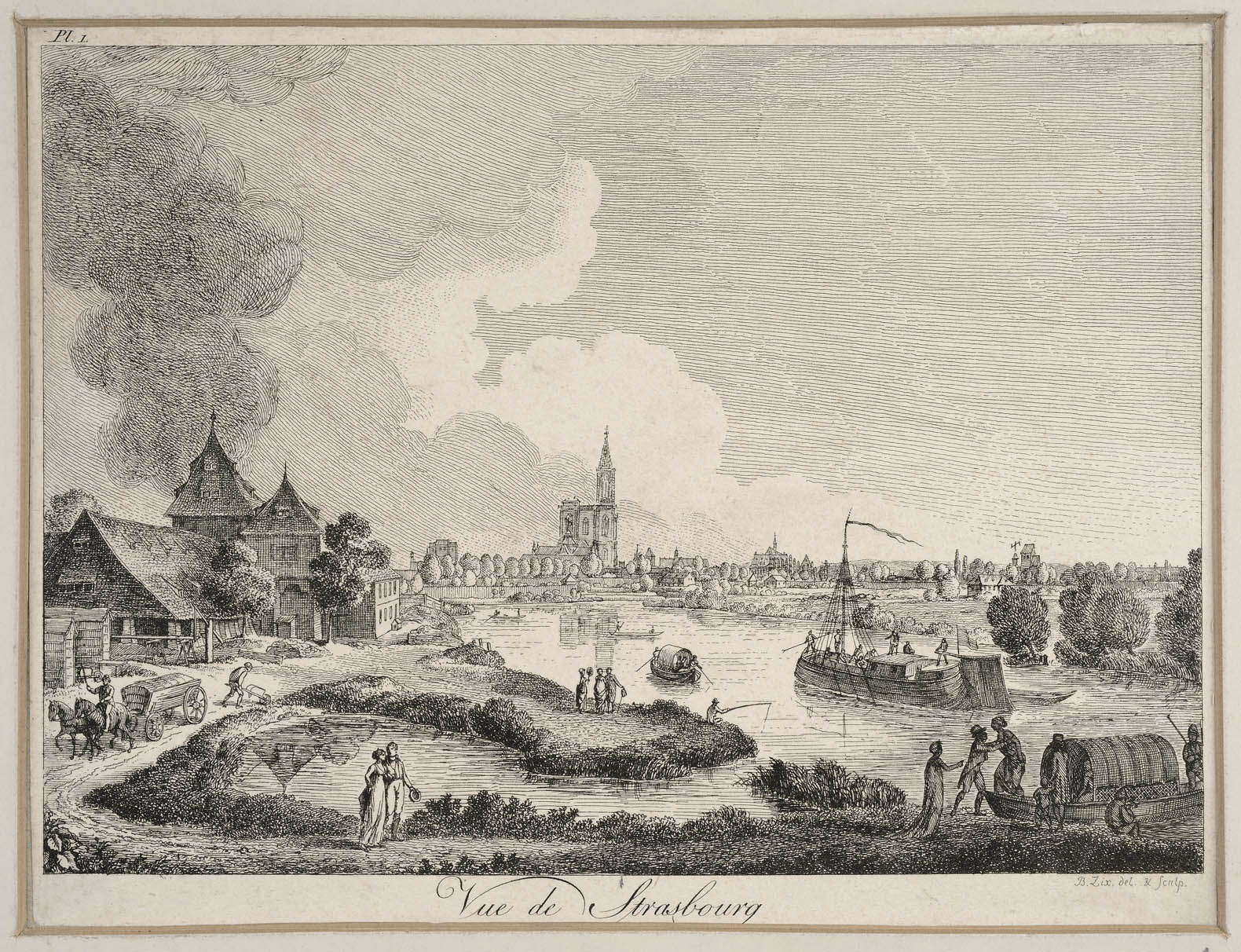
Vue de Strasbourg, 1805.
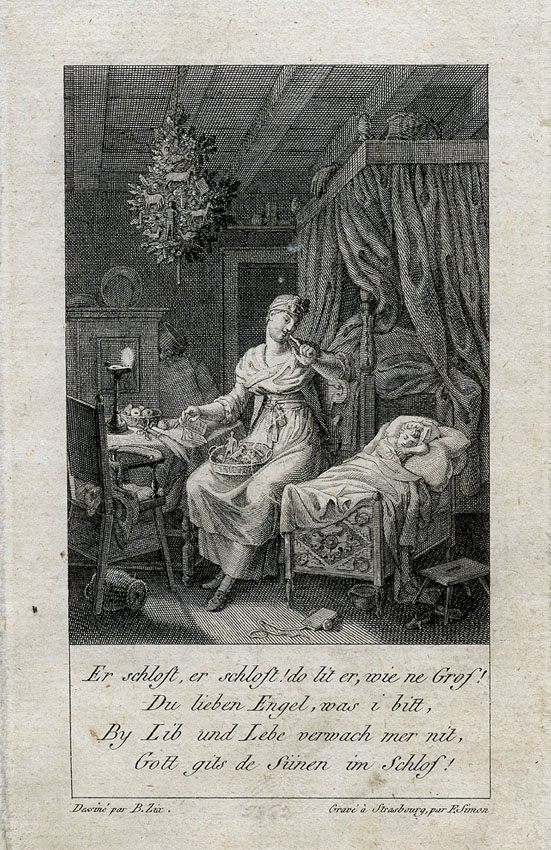
Er schlaft (berceuse), eau-forte, 1806.

## Hommages
La Société des Amis des arts et des musées de Strasbourg a valorisé à plusieurs occasions le travail de Benjamin Zix, avec deux expositions importantes en 1911 et 1961, au moment des centième et cent cinquantième anniversaires de sa mort.
Une place porte son nom à Strasbourg dans le quartier de la Petite France.
Une plaque commémorative a été apposée sur sa maison natale, dans la rue des Moulins.